# AW Водолея
AW Водолея (лат. AW Aquarii) — одиночная переменная звезда в созвездии Водолея на расстоянии (вычисленном из значения параллакса) приблизительно 17755 световых лет (около 5444 парсеков) от Солнца. Видимая звёздная величина звезды — от более +16,2m до +15m.

## Характеристики
AW Водолея — жёлто-белая пульсирующая переменная звезда типа RR Лиры (RR) спектрального класса F. Эффективная температура — около 6764 К.